# União Caboverdiana Independente e Democrática
A União Cabo-verdiana Independente e Democrática (UCID) é um partido político de direita em Cabo Verde.

## Histórico
A UCID foi formada em 1977 pelos cabo-verdianos da diáspora. Surgia como movimento de oposição ao PAIGC, o partido único no Estado unificado da Guiné e de Cabo Verde até 1980. Depois da cisão entre os dois países, foi criado o PAICV em janeiro de 1981, e a UCID passou a fazer oposição a este partido. Mesmo sendo o único movimento de oposição até à democratização cabo-verdiana, a atuação da UCID era bastante reduzida, limitando-se basicamente aos cabo-verdianos da diáspora.
A UCID foi formalmente reconhecida, como partido político, após a abertura política de 1990, mais concretamente a partir do seu I Congresso Nacional em julho de 1991. Devido ao atraso na sua legalização, a UCID não participou nas primeiras eleições livres e multipartidárias em Cabo Verde, mas apoiou o Movimento para a Democracia (MpD).
Nas primeiras eleições livres, em 1995, a UCID alcançou 1,56% dos votos, o que não lhe permitiu eleger qualquer deputado. Nas eleições de 14 de janeiro de 2001, fazia parte da coligação Aliança Democrática para a Mudança (ADM), que conquistou 6,12% dos votos e dois assentos no parlamento (a Assembleia Nacional). Jorge Carlos Fonseca, candidato da Aliança na eleição presidencial de fevereiro de 2001, alcançou 3,9% dos votos.
Nas eleições legislativas de 22 de janeiro de 2006 para a Assembleia Nacional, ganhou 2,64% dos votos populares e 2 assentos.
Nas eleições de 6 de fevereiro de 2011, conseguiu 4,39% dos votos, mas, embora crescendo em relação às eleições anteriores, manteve os mesmos 2 assentos no parlamento.

## Resultados Eleitorais

### Eleições presidenciais
| Data | Candidato apoiado            | 1.ª Volta                | 1.ª Volta                | 1.ª Volta                | 2.ª Volta                | 2.ª Volta                | 2.ª Volta                |
| Data | Candidato apoiado            | CI.                      | Votos                    | %                        | CI.                      | Votos                    | %                        |
| ---- | ---------------------------- | ------------------------ | ------------------------ | ------------------------ | ------------------------ | ------------------------ | ------------------------ |
| 1996 | António Mascarenhas Monteiro | 1.º                      | 81 821                   | 92,11 / 100,00           |                          |                          |                          |
| 2001 | Jorge Carlos Fonseca         | 3.º                      | 5 142                    | 3,88 / 100,00            |                          |                          |                          |
| 2006 | Nenhum candidato apoiado     | Nenhum candidato apoiado | Nenhum candidato apoiado | Nenhum candidato apoiado | Nenhum candidato apoiado | Nenhum candidato apoiado | Nenhum candidato apoiado |
| 2011 | Jorge Carlos Fonseca         | 1.º                      | 60 887                   | 37,79 / 100,00           | 1.º                      | 97 735                   | 54,26 / 100,00           |
| 2016 | Nenhum candidato apoiado     | Nenhum candidato apoiado | Nenhum candidato apoiado | Nenhum candidato apoiado | Nenhum candidato apoiado | Nenhum candidato apoiado | Nenhum candidato apoiado |

### Eleições legislativas
| Data | CI.                              | Votos                            | %                                | +/-                              | Deputados                        | +/-                              | Status                           |
| ---- | -------------------------------- | -------------------------------- | -------------------------------- | -------------------------------- | -------------------------------- | -------------------------------- | -------------------------------- |
| 1995 | 4.º                              | 2 369                            | 1,56 / 100,00                    |                                  | 0 / 72                           |                                  | Extra-parlamentar                |
| 2001 | Aliança Democrática pela Mudança | Aliança Democrática pela Mudança | Aliança Democrática pela Mudança | Aliança Democrática pela Mudança | Aliança Democrática pela Mudança | Aliança Democrática pela Mudança | Aliança Democrática pela Mudança |
| 2006 | 3.º                              | 4 495                            | 2,64 / 100,00                    |                                  | 2 / 72                           |                                  | Oposição                         |
| 2011 | 3.º                              | 9 842                            | 4,39 / 100,00                    | 1,75                             | 2 / 72                           | Estável                          | Oposição                         |
| 2016 | 3.º                              | 15 488                           | 6,87 / 100,00                    | 2,48                             | 3 / 72                           | 1                                | Oposição                         |
| 2021 | 3.º                              | 19 872                           | 8,81 / 100,00                    | 1,94                             | 4 / 72                           | 1                                | Oposição                         |